# Château de Francs (Bègles)
Pour les articles homonymes, voir Château de Francs.
 (janvier 2010).
Si vous disposez d'ouvrages ou d'articles de référence ou si vous connaissez des sites web de qualité traitant du thème abordé ici, merci de compléter l'article en donnant les références utiles à sa vérifiabilité et en les liant à la section « Notes et références ».
Le château de Francs, situé sur la rive gauche de la Garonne à Bègles, dans le département de la Gironde, est une demeure de la fin du XIIe siècle (remaniée au XVIe puis au XIXe siècle) classée à l'inventaire supplémentaire des monuments historiques avec son parc et ses abords depuis le 18 novembre 1965.

## Historique
Au XIIe siècle, une forteresse est construite sur une motte féodale relativement importante, entourée de fortifications, de palissades, de fossés, de jardins, de viviers et d'un moulin sur l'Estey de Francs (bras de l'Eau Bourde se jetant directement dans la Garonne). À partir de 1156, cette demeure est connue sous le nom de La Mothe de Becgles.
En 1198, sous domination anglaise, la seigneurie de Bègles est confiée par Richard Cœur de Lion, (roi d’Angleterre et duc d’Aquitaine par sa mère Aliénor) à Pierre de Bègles, chevalier de Chitry. Mais peu de temps après la mort de Richard (1199), Hélie Béguey complote auprès de Jean sans Terre - successeur et frère de Richard - pour récupérer la seigneurie de la Mothe de Becgles et ses dépendances, qu’il obtient en 1204.
En 1295, redevenue sous la domination du roi de France, la seigneurie est annexée à Bordeaux par Philippe Le Bel.
Au XIVe siècle, les seigneurs de Bègles étaient les Caupène, qui avaient succédé à la famille Béguey. Arnaud de Caupène fut le dernier de cette famille. À sa mort en 1359, sa veuve, dame Jeanne de Mayensan (1330-1383), épousée en 1348, se remarie le 28 mars 1364 avec le chevalier Bertrand de Ségur, seigneur de Parempuyre, de la noble famille de Francs, originaire de Puynormand, du Libournais. Lors de ce mariage, elle apporte de ses parents - Pierre de Mayensan et Adèle Dalhan - cette terre permettant ainsi à Bertrand de Ségur de s'honorer du titre de « seigneur de Bègles ». Il décide d'habiter alors au château de La Mothe de Bègles, qu'il rebaptise aussitôt « château de Francs »
La tradition des rois d'Angleterre et de France de participer aux véneries entre les châteaux de Thouars à Talence et de Francs à Bègles est perpétuée.
Le 9 avril 1565, le château de Francs reçut la visite royale de Charles IX et de sa cour : après avoir dîné et séjourné au château, le roi embarque sur la Garonne en compagnie de sa mère, Catherine de Médicis, de Jeanne d’Albret, de son fils, le jeune roi de Navarre (futur Henri IV) ainsi que de nombreux grands seigneurs pour une entrée solennelle dans Bordeaux, tous invités par le maire et les jurats. Cette réception est une des plus grandioses que la ville ait jamais accordée à des hôtes prestigieux...
Au XVIIe siècle, une autre entrée solennelle se prépare au château de Francs : Jean-Louis de Nogaret, duc d'Épernon (1554-1642) en est l'invité pour un souper et une nuitée. Ce vieux favori du feu roi Henri III, accédait enfin en 1622 à la charge de gouverneur militaire de Guyenne.
Pendant la Fronde (1648-1653), Bègles devient un poste militaire et le château de Francs est réquisitionné…
Nicolas-Alexandre de Ségur (petit-fils de Jacques de Ségur et de Jeanne de Gascq et aussi cousin germain d'Alexandre de Ségur), élu président du Parlement de Bordeaux comme son père et son grand-père, obtint de Louis XIV en 1705 le titre officiel de « seigneur de Bègles » car il avait choisi le château de Francs comme résidence urbaine. 
Également propriétaire de grands domaines viticoles bordelais parmi lesquels Château Latour, Château Lafite (incluant les vignes du Château Mouton), Château Pontet-Canet, Château Calon-Ségur et Château Haut-Marbuzet, Nicolas-Alexandre (1697-1755) introduit ses vins à la cour de Versailles grâce à Louis-François-Armand de Vignerot du Plessis, duc de Richelieu. C'est à cette époque que Louis XV lui prête d'ailleurs le surnom de « Prince des vignes ».
La famille de Ségur habite le château de Francs pendant quatre siècles : tout autour s'étalaient de vastes et beaux jardins, des viviers, des bosquets et des charmilles. À leur extrémité, du côté sud-est, vers la Garonne, un kiosque isolé avait été aménagé de façon extraordinaire « décoré de divans et de fauteuils au velours cramoisi, garnis de consoles supportant les bustes en marbre des membres les plus distingués de la famille Ségur dont un héros, le beau Ségur dit bras d'argent ». En débarquant de la Garonne, on entre dans ce pavillon par douze portes vitrées, une curiosité architecturale qui font surnommer ce cabinet isolé « Les Douze-Portes ». De nombreuses fêtes familiales se déroulent en ces lieux de verdure jusqu'à la Révolution.
Dans les premiers jours de la Terreur, le chevalier Pierre de Cazeaux - nouveau propriétaire - meurt et la propriété passe à son fils, conseiller au Parlement de Guyenne qui quitte Bordeaux après avoir été forcé de vendre sa terre.
En 1844, Charles Balaresque (1796-1882), négociant bordelais et grand bibliophile, achète la propriété après la ruine subite de son récent acquéreur - le négociant Tillot - et tente de relancer le vignoble en sachant que le château de Francs était déjà classé en appellation Graves. Les héritiers de la famille Balaresque n'ont cessé depuis de pérenniser l'embellissement de ce domaine en en augmentant les agréments, parterres, pièces d'eau, grotte et clôtures verdoyantes.
Atteintes en 1906 par le phylloxéra - comme la plupart du vignoble bordelais - les vignes furent arrachées et non replantées du fait de la crise économique et de l'approche de la guerre.
Le 18 novembre 1965, la préfecture de la Gironde confirme le classement officiel du site, de son parc et de ses abords. C'est alors que le propriétaire des lieux, Maurice Bastard de Crisnay, descendant d'Oscar Balaresque (1798-1877), frère de Charles, décide d'entreprendre - après un incendie provoqué par la foudre survenu en 1967 - une vaste restauration du château en étroite collaboration avec l'architecte en chef des bâtiments de France.
En 1970, l'aimable petit pavillon dit des douze portes disparaît, malheureusement emporté par le tracé urbain de la nouvelle rocade bordelaise. Contre les offensives administratives locales de développement, une défense s'est mise en place pour protéger ces espaces verts chargés d'histoire. C'est ainsi que le 27 janvier 1975, le château de Francs est officiellement inscrit à l'inventaire des monuments historiques au sein du site classé. 
Le château de Francs qui appartient désormais à la famille de Bertrand Bastard de Crisnay, fils de Maurice (1916-1996) est ouvert sur rendez-vous pour les visites publiques et privées répertoriées .